# 첫눈 (영화)
"첫눈"(일본어: 初雪の恋 ヴァージン・スノー)은 2007년 11월 1일에 개봉한 한일 합작 영화이다.
이준기가 연기하는 한국 전학생 민과, 미야자키 아오이가 연기하는 일본 소녀 나나에의 러브스토리를 다루고 있다.

## 줄거리
도예가 아버지의 사정으로 일본의 고등학교로 전학을 가게 된 민은 전학 전날 교토시내를 돌아보던 중, 하카마를 입은 소녀를 보게 되고, 그 소녀에게 첫눈에 반한다.
다음날 학교에서 하카마 소녀를 다시 만나게 되고, 그녀의 이름이 사사키 나나에라는 것을 알게된다. 그림을 그리는 것이 취미인 나나에에게 민은 필사적으로 대시하고, 두 사람은 사귀게 되지만 나나에는 어느날 갑자기 종적을 감춰버린다.
나나에의 소식도 모른채 민은 한국으로 귀국한다. 운명이 떨어진 두 사람을 끌어 당기기 시작한다.

## 등장 인물
- 김민 : 이준기
- 사사키 나나에 : 미야자키 아오이
- 고마츠 : 시오야 슌
- 아츠사 가오리 : 모리타 아야카
- 사사키 사유리 : 야규 미유
- 후쿠야마 선생 : 오토하
- 사사키 마유미 : 요 기미코

## 스태프
- 감독 : 한상희
- 각본 : 반 가즈히코
- 촬영 : 이시하라 시게루
- 미술 : 이누즈카 스스무, 강승연

## 주제가
- 모리야마 나오타로 - 『미래~바람이 센 오후에 태어난 소네트~』未来〜風の強い午後に生まれたソネット〜 みらい~かぜのつよいごごにうまれたそねっと~[*])

## 극중 등장 명소
- 서울

덕수궁, 서울시립미술관, 덕수궁 돌담길
- 이천

- 교토

호린지, 마츠노오다이샤, 히가시혼간지, 가모가와, 고우메엔(교토점), 쥰나인, 니시오지산조, 토지, 다이고쿄(야마구치 가 주택), 기요미즈데라, 호칸지(야사카탑), 헤이안진구, 니시혼간지가라몬, 류코쿠대학, 산조대교, 진구미치, 요죠고마치 가, 사가토리이모토, 교토역, 난젠지 비와코 호수, 난젠지 산몬, 교토문화박물관, 미조도리, 산네이자카, 아사히도암, 아라시야마, 도게츠교, 가츠라가와, 도롯코호즈교 역, 신부칸, 닌나지, 오무로닌나지 역, 사가노 대나무 숲, 지키시안, 지온인 산몬, 기원제, 시죠도리, 네네길